# Praetaxila heterisa
Praetaxila heterisa is een vlindersoort uit de familie van de prachtvlinders (Riodinidae), onderfamilie Nemeobiinae.
Praetaxila heterisa werd in 1912 beschreven door Jordan.